# جو فيليبي
جو فيليبي (بالإنجليزية: Joe Filippi)‏ هو لاعب كرة قدم بريطاني في مركز ظهير ‏، ولد في 3 نوفمبر 1953 في Ayrshire ‏ في المملكة المتحدة. لعب مع كوفنتري سيتي ونادي آير يونايتد ونادي سلتيك ونادي كلايد.